# Bävertjärnen (Lycksele socken, Lappland, 716412-165044)
Bävertjärnen är en sjö i Lycksele kommun i Lappland och ingår i Umeälvens huvudavrinningsområde. Bävertjärnen ligger i Vindelälven Natura 2000-område.